# Семикіна Тетяна Георгіївна
Семикіна Тетяна Георгіївна (ур. Теклян, нар. 19 жовтня 1973, Українка) — українська веслувальниця, призерка Олімпійських ігор.
Тетяна Семикіна тренувалася в клубі Збройних Сил України.
Олімпійську медаль вона виборола на афінській Олімпіаді в складі байдарки-четвірки України на дистанції 500 метрів.
Наразі Тетяна Семикіна працює тренеркою в дитячо-юнацькій школі міста Обухова.